# 1957-es magyar tekebajnokság
Az 1957-es magyar tekebajnokság a tizenkilencedik magyar bajnokság volt. A férfiak bajnokságát július 27. és augusztus 11. között rendezték meg Budapesten, a Medve utcai pályán, a nőkét augusztus 3. és 4. között Budapesten, a Danuvia Angol utcai pályáján.

## Eredmények
| Versenyszám  | Arany                           | Arany | Ezüst                                  | Ezüst | Bronz                      | Bronz |
| ------------ | ------------------------------- | ----- | -------------------------------------- | ----- | -------------------------- | ----- |
| Férfi egyéni | Nagy László Ceglédi Építők      | 882   | Darabont József Székesfehérvári Építők | 869   | Kalics György Szolnoki MÁV | 854   |
| Női egyéni   | Költő Györgyi Ferencvárosi SZÉL | 422   | Tószögi Arthurné HM Petőfi             | 417   | Soós Györgyné Szegedi AK   | 414   |